# Абуна (река)
Абуна́ (на тер. Боливии; исп. Río Abuná), на тер. Бразилии — Абуна́н (порт. Rio Abunã) — река на севере Боливии и западе Бразилии. Длина — 375 км. Площадь бассейна — 25870 км². Левый приток реки Мадейра.
Берёт начало от слияния рек Шипаману и Караману.